# صموئيل لوبيز (لاعب كرة قدم)
صموئيل لوبيز (بالبرتغالية: Samuel Lopes‏) (7 فبراير 1984 في البرازيل - ) هو لاعب كرة قدم برازيلي في مركز الهجوم. لعب مع جمعية بورتوغيزا الرياضية وغريميو بورتو أليغرينزي ونادي أفاي لكرة القدم ونادي جوفنتودي ونادي بايساندو ‏ ونادي فيلا نوفا وÁguia de Marabá Futebol Clube ‏ وإسبورتي بيلوتاس ‏ وSão Raimundo Esporte Clube (PA) ‏ ونادي فيرانوبوليس وNacional Atlético Clube Sociedade Civil Ltda. ‏.

## وصلات خارجية
- صموئيل لوبيز على موقع Soccerway.com (الإنجليزية)